# Balduin Dahl

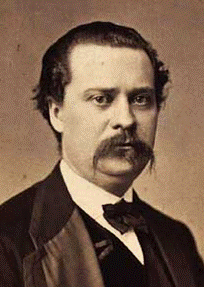
Balduin Dahl

Christian Florus Balduin Dahl (* 6. Oktober 1834 in Kopenhagen; † 3. Juni 1891 in Skjoldgårdshøj bei Charlottenlund; allgemein nur: Balduin Dahl) war ein dänischer Musiker, Dirigent und Komponist.

## Leben
Balduin Dahl stammte aus einer musikalischen Familie. Er war der Sohn von Jens Peter Dahl (Musiker, Musiklehrer bei der Kopenhagener Bürgerwehr und Dirigent des Pantomimeorchesters am gleichnamigen Theater im Kopenhagener Tivoli), Bruder des Hofpianisten Peter Waldemar Emil Dahl, Vater von Agnes Christine Dahl (Harfenistin in der Königlichen Kapelle) und Onkel väterlicherseits von Holger Adolph Emil Dahl (Pianist, Bratschist im Tivoli und Komponist).
Bereits als Junge spielte er im Orchester des Pantomimetheaters seines Vaters und als Jugendlicher in verschiedenen Militärorchestern. 1864 wurde er Leiter der „Hornmusik“ (Harmonieorchester) des Tivoli und 1873 auf Empfehlung von Niels Wilhelm Gade, JPE Hartmann und Holger Simon Paulli der Nachfolger von Hans Christian Lumbye als ständiger Dirigent und Kapellmeister im Konzertsaal des Tivoli. Diese Position nach dem überaus beliebten Lumbye auszuüben und auszubauen, war eine besondere Herausforderung. Auch beim Publikum stieß er bei seinem Start auf große Zurückhaltung, die allerdings auch auf Dahls Anfangsfehler bei der Gestaltung seiner Konzertprogramme beruhte.
Allerdings fanden seine geradlinige und fleißige Arbeit, sein musikalischer Stil und seine Fähigkeit, die richtigen Musiker zu finden, Ordnung und Disziplin in das Ensemble zu bringen und schließlich auch das richtige Repertoire auszuwählen, langfristig große Anerkennung. Dahl war es, der den Komponisten Carl Nielsen entdeckte und dessen op. 1, die Kleine Suite für Streicher 1888 uraufführte und ihm damit den Beginn seiner Karriere ermöglichte. Wie Lumbye verband er kürzere populäre Stücke mit längeren, anspruchsvolleren Musikstücken und schuf aus dem Orchester schließlich ein echtes Symphonieorchester, das in Zusammenarbeit mit verschiedenen Solisten und Chören fast das gesamte Orchesterrepertoire aufführen konnte.
Zahlreiche Tourneen führten ihn und sein Orchester durch Dänemark, Schonen und das angrenzende Ausland, unter anderem 1890 nach Hamburg. Darüber hinaus engagierte er sich im dänischen Musikerverband, den er 1865 mit gründete und der daran arbeitete, die finanziellen Bedingungen der Musiker insgesamt zu verbessern.
Seine eigene Musik bewegt sich als einer der Zeitgenossen von Johann Strauss (Sohn) großenteils in der Tradition von Hans Christian Lumbye. Viele seiner Kompositionen sind „Gelegenheitsmusiken“, die für einen bestimmten Anlass komponiert wurden: Walzer, Polkas, Märsche, Galoppe, Theatermusik und einige Lieder.
Er wurde in Holmens Kirkegård bestattet und 1905 umgebettet auf den Kopenhagener Garnisons Kirkegård, wo heute noch seine Ruhestätte ist.

## Kompositionen (Auswahl)
- 22. de Bataillons Manøvremarche (Übers.: Manövermarsch des 22. Bataillons)
- Albert-Polka
- Amerikansk Tappenstreg
- Champagner-Charlie-Polka
- Dronning Louises Marsch
- Festmarsch, gewidmet seiner Majestät König Oscar II. von Schweden und Norwegen
- Karnevalsmasker, Kvadrille over Kjøbenhavner-Bekjendte (Übers.: Karnevalsmasken, Quadrille über Kopenhagener-Bekanntschaften)
- Kjøbenhavns Boldklub Galop (Übers.: Kopenhagener Fußballverein-Galopp)
- Markeds Polka, Komponeret til Skuespillerforeningens Marked (Übers.: Markt-Polka, komponiert für den Markt der Schauspieler-Vereinigung)
- Sang for Vaabenbrødre (Übers.: Lied für Waffenbrüder)
- Tivoli-Polka